# 原田站 (靜岡縣)

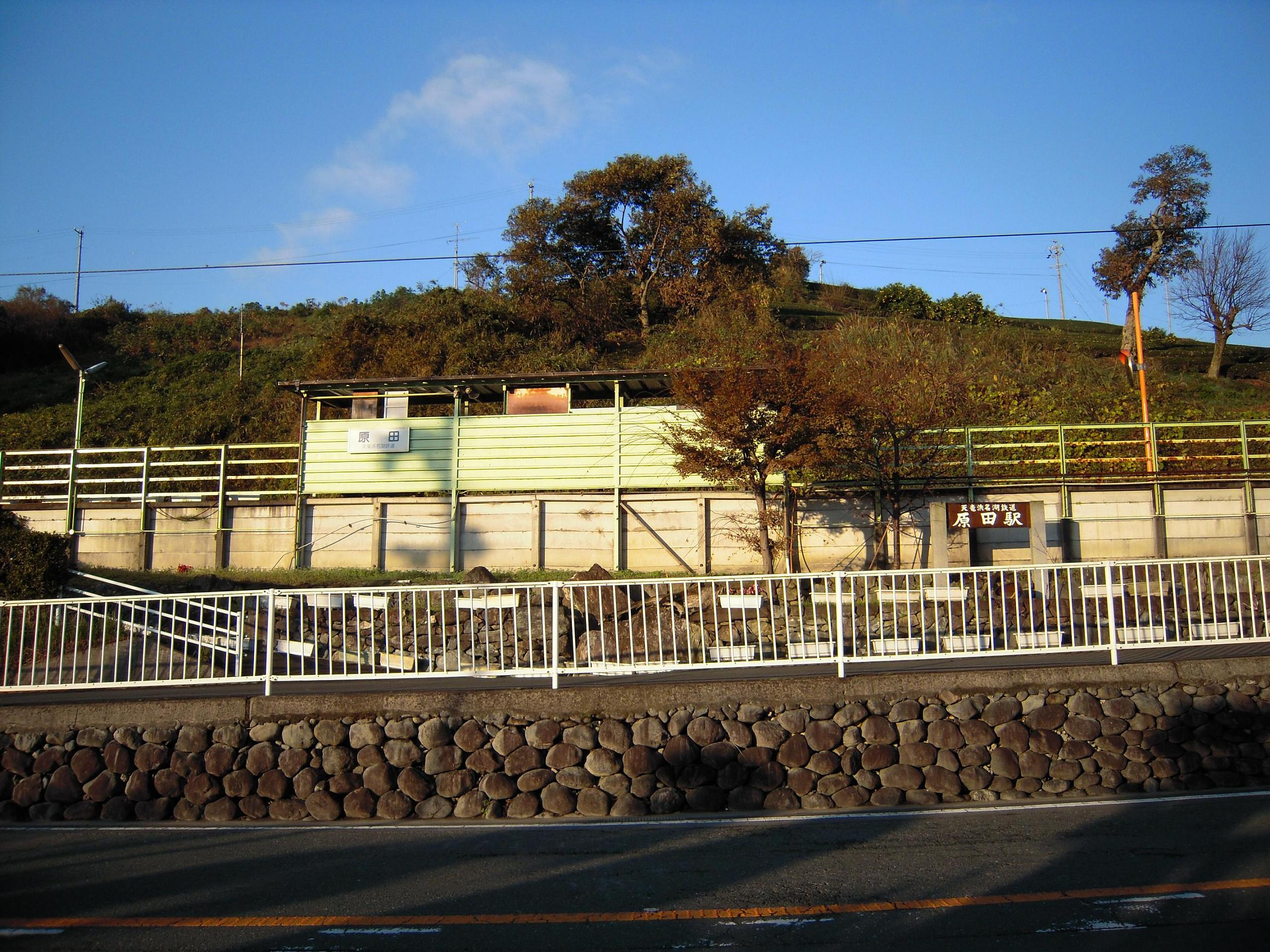
於站前通過的縣道

原田站（日语：／ Harada eki */?）是位於靜岡縣掛川市幡鎌554番1號，天龍濱名湖鐵道的天龍濱名湖線車站。

## 歷史
- 1988年（昭和63年）3月13日 - 天龍濱名湖鐵道車站啟用。

## 車站構造
車站是一座地面車站，設有1面1線的單式月台。此站是無人車站。

## 使用狀況
以下為近年1日平均乘車人次
| 乘車人次變化 | 乘車人次變化      |
| 年度         | 一日平均 乘車人次 |
| ------------ | ----------------- |
| 2008         | 34                |
| 2009         | 22                |
| 2010         | 22                |
| 2011         | 63                |
| 2012         | 51                |
| 2013         | 40                |
| 2014         | 26                |
| 2015         | 28                |
| 2016         | 19                |
| 2017         | 17                |
| 2018         | 17                |

## 車站周邊
車站鄰近原野谷川、小山丘和稻田，此站附近設有少量住宅。因此，車站附近經常成為電影和電視劇拍攝場地。最近周邊開始較多民居。車站附近設有新東名高速道路森掛川交匯處，部分高速巴士停靠該處。
- 加茂莊、加茂花菖蒲園（日语：加茂花菖蒲園） （在菖蒲盛開季節，鄰站原谷站設有免費接送巴士，但是需要事前使用電話預約）
- 掛川市立原野谷中學

## 相鄰車站
天龍濱名湖鐵道
天龍濱名湖線
原谷－原田－戶綿

## 注腳
1. ↑  掛川市統計書

## 外部連結
- 原田站 （页面存档备份，存于）（日語） - 天龍濱名湖鐵道株式會社